# Louis-Ernest Dubois
Louis-Ernest Cardeal Dubois (1 de setembro de 1856 — 23 de setembro de 1929) foi prelado católico francês. Foi bispo da Diocese de Verdun e arcebispo das Arquidioceses de Bourges, Ruão e Paris. Foi elevado ao cardinalato em 1916.

## Vida
Louis-Ernest Dubois estudou assuntos filosofia e teologia católica no Seminário de Le Mans. Em 20 de setembro de 1879, ele recebeu o sacramento da Ordem e depois trabalhou como pastor comunitário na Diocese de Le Mans. A partir de 1888, ele passou a ser editor do jornal Semaine du fidèle. Em 1893, ele fundou a Union Historique du Maine. Em 1895, foi nomeado cônego honorário da Catedral de Le Mans. Nos anos de 1898 a 1901, ele liderou a administração da diocese de Le Mans como vigário-geral.
Em 1901, ele foi nomeado bispo de Verdun, mas foi liberado desta função a seu próprio pedido. Recebeu a consagração episcopal em 2 de julho de 1901, das mãos de Marie-Prosper-Adolphe de Bonfils, bispo de Le Mans; Os co-consagrantes foram o bispo Étienne-Marie Potron, OFM, e Charles Joseph Gilbert, bispo-emérito de Le Mans. Em 3 de novembro de 1909, o Papa Pio X o nomeou arcebispo de Bourges; em março de 1916, o Papa Bento XV colocou-o na liderança da Arquidiocese de Ruão e o elevou, em 4 de dezembro do mesmo ano, a cardeal-presbítero de Santa Maria em Aquiro. Em 13 de setembro de 1920, o Papa confiou-lhe a direção da Arquidiocese de Paris. O Cardeal Dubois participou do Conclave de 1922. Em 1926, ele representou o papa como legado papal no Congresso Mariano Nacional em Chartres.
Louis-Ernest Dubois morreu em 23 de setembro de 1929, em Paris, e foi sepultado na cripta da Notre-Dame de Paris.